# Umysł reaktywny
Umysł reaktywny w scjentologii – część  umysłu, która pracuje na bazie bodziec-reakcja (bodziec, który zadano powoduje określoną reakcję).
Jest pozostałością po przodkach zwierzęcych, która w wypadku zwierząt miała na celu regulację zachowań w sytuacjach zagrożenia.  Sfera ta nie podlega naszej woli. W momentach restymulacji umysł reaktywny "włącza" się między umysł analityczny a umysł somatyczny zmuszając człowieka do działań które są zapisane w "engramach". Z powodu odcięcia umysłu analitycznego podczas restymulacji engramu bardzo mocno zostaje ograniczona świadomość i wola człowieka(typowy przykład to stan niepoczytalności podczas popełniania przestępstwa). 
Engramy są to zapisy w umyśle reaktywnym które powstają w momentach bolesnych przeżyć lub zdarzeń zagrażających przeżycu, którym towarzyszy częściowe lub całkowite ograniczenie świadomości (jest to podstawowy warunek powstawania engramu). 
Restymulacja jest to włączenie "programu" zawartego w engramie pod wpływem bodźcow z otoczenia które są podobne do podźców zaistniałych w czasie powstawania engramu.